# 博德瓦河

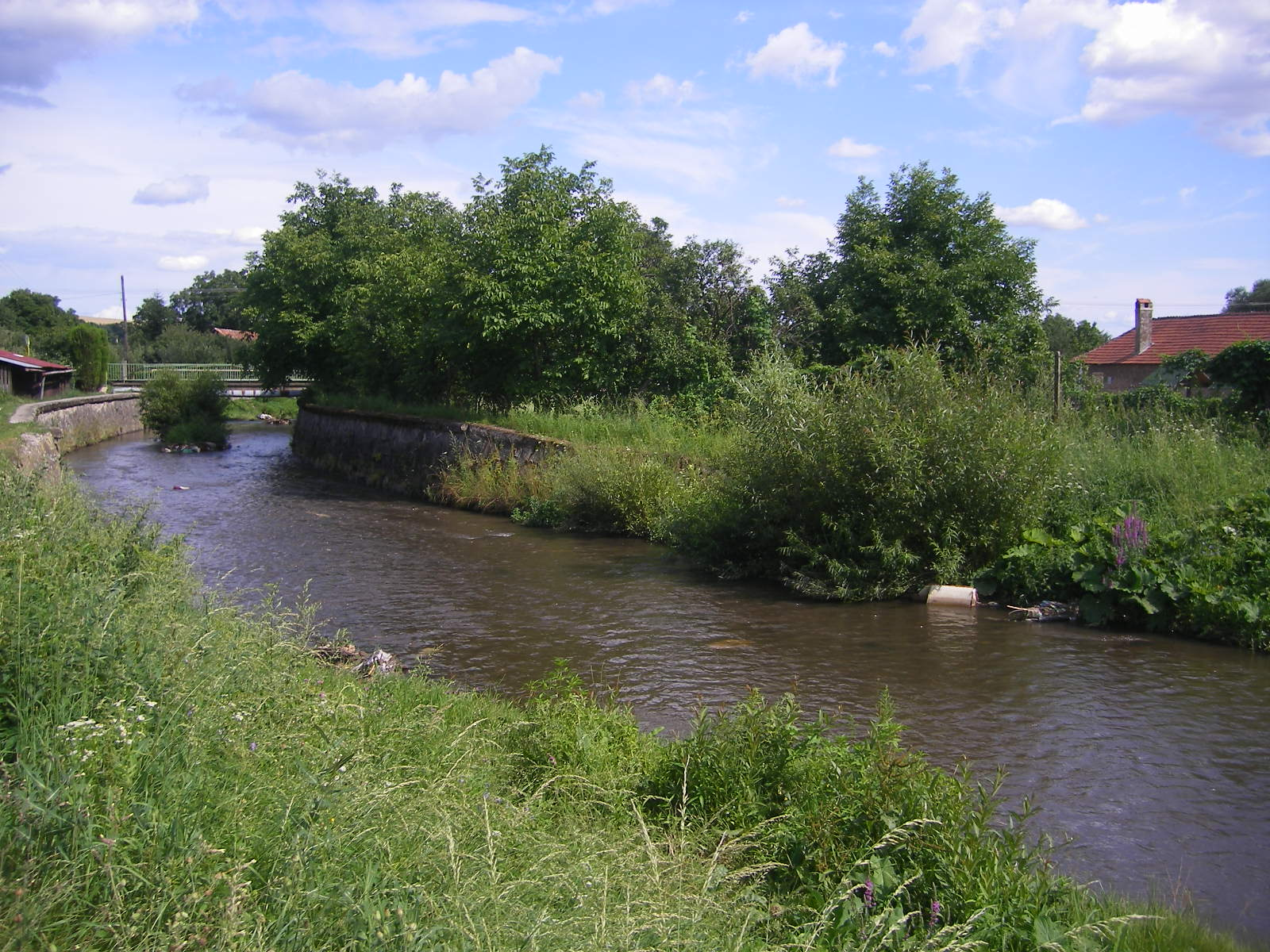

博德瓦河是中歐的河流，屬於紹約河的左支流，流經斯洛伐克東南部和匈牙利北部，河道全長113公里，流域面積890.4平方公里，平均流量每秒9立方米。
48°12′30″N 20°46′29″E / 48.2084°N 20.7746°E